# ダン・ウェッソン・リボルバー
ダン・ウェッソン・リボルバー（英: Dan Wesson Revolver）は、アメリカのダン・ウェッソン・ファイアアームズ社が開発した回転式拳銃である。

## 概要
1968年に立ち上げられた同社より発売された初のリボルバーで、大きな特徴として、ロバート E. ドミアンが考案したリボルバーを参考にしたバレルは付属する専用のレンチを使用して銃口側よりナットを緩めて簡単に交換する事が可能になっており、この容易な交換性能により、携帯性に長ける短銃身のスナブノーズガンから、威力に長ける長銃身のコンペティションガンやハンティングガンとしてまで1挺で用途に応じた対応が可能となっている。更にバレル自体も内側のインナーバレルを外側のバレルシュラウドで覆った二重構造となっており、フレームにねじ込まれたインナーバレルを銃口側のナットによって前後に引っ張る状態で固定する構造である。これによって射撃時にバレルにテンションがかかるため、命中精度が向上するという。

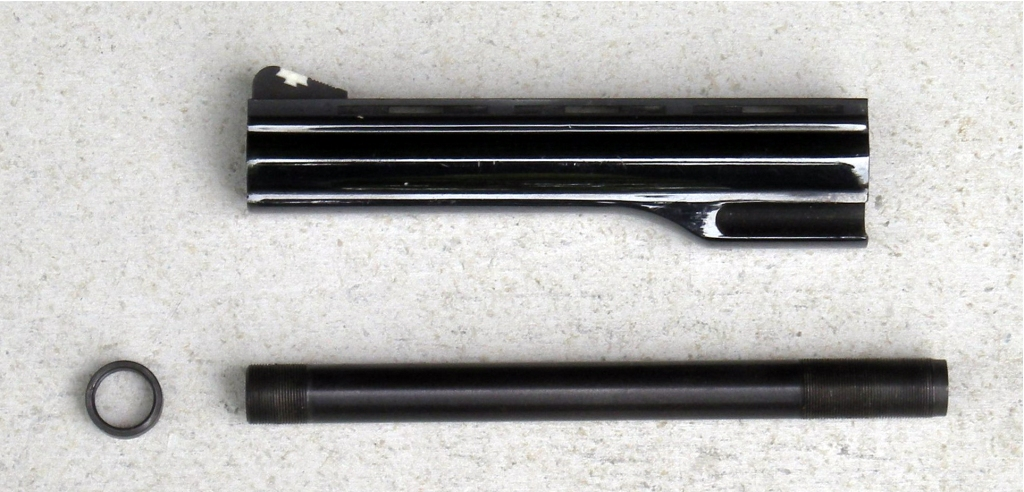
バレル本体、バレルシュラウド、ナットに分解したダン・ウェッソン・リボルバーのバレルシステム。

レッド、イエロー、ホワイトインサートの入ったランプタイプのフロントサイトもオプションとして、複数予備の物が付属しており、トリガーはグルーブの無いスムースタイプで、スイングアウトラッチはバレルの根本でシリンダーの位置を固定して精度を上げるべく、ヨーク側に設けられている。又、インターナル・セーフティとしてトランスファー・バー・メカニズムが設けられており、全体の仕上げはブルーイングフィニッシュ、トップはマットフィニッシュである。

## 各モデル

### 基本モデル
M11/M12
1969年に発売された最初のモデルで、銃口からナットが露出しており、バレルシュラウドにヨークを固定するためのフリルが備わった仰々しい形状となっている。両者の違いは、リアサイトがM12はフルアジャスタブルサイトで、M11は.38スペシャル弾のみ使用可能だが、M12は.357マグナム弾も使用出来る。
M14/M15
1971年に更新されたM12の改良型で、ナットはバレル先端部に収まっている。そして、更に4年後の1975年には、その更に改良型であるシュラウド部のフリルが除かれたM14-2と、同じくフリルの無いシュラウドに加え、角張った四角柱型のアンダーラグとベンチレーテッドリブを持つフルレングスバレルを備えたM15-2に更新となった。両者の違いはフロントサイトがM14は固定式、M15は交換式である。
M715
現行モデル。フレームやバレル、シリンダーはキャストステンレス製で、バレルシュラウドは反動軽減のために重量を持たせたHV6と呼ばれる新しい物となっており、ブラックカラーのラバーグリップを備えている。又、M15-2以降のモデルと同規格であるため、それらのモデルとのバレル、バレルシュラウド、グリップの交換も可能である。

### その他のモデル
M40V
.360ダン・ウェッソン弾を使用するシルエット射撃競技向けモデル。同弾薬は薬莢長が長い事から大量の発射薬が装填出来、発射される弾頭が高初速で良好な弾道性能を持っていたが、多くの大手弾薬メーカーはより高性能な.357レミントン・マキシマム弾のみを生産した事から、弾薬自体が一般化せず、本モデルは長期間生産される事はなかった。
M740V
.357レミントン・マキシマム弾を使用するモデル。特徴としてハンマーはハンマースパー部分が前後に長い上に下に垂れた形状で、バレルシュラウド側面には軽量化のために窓状のポートが開いており、シルバーカラーのバレルが露出している。しかし、全長約50mmもの薬莢長を持つ同弾薬は、それ自体を装填するシリンダーも長く設計しなければならないため、リボルバー自体をコンパクトに設計し難い事から、あまり普及せず、本モデルも長期間生産される事はなかった。
M744V
.44マグナム弾を使用するステンレス製モデルで、同社製のリボルバーの中では最大級のサイズを誇る。
M414
.414ゲーテス・スーパー・マグナム弾を使用するシルエット射撃競技向けモデル。バレルシュラウドにM740Vの様な軽量化のためのポートは開いているが、一つ一つは短く、M740Vよりも数が多い。又、フロントサイトはパートリッジタイプとなっている。しかし、シルエット射撃競技というそもそも競技人口自体あまり多くない射撃競技向けである事に加え、ハンティング向けとしても人気が無い事から、生産は非常に限定的な物となった。